# Црна Гора је посљедња искра српске слободе
Црна Гора је посљедња искра српске слободе, изрека је (у различитим облицима) многих генерација Црногораца који су се народно-национално осјећали Србима.

## Историја
Доласком Турака на Балкан зетски и херцеговачки Срби се повлаче ка теже приступачним брдима Старе Црне Горе, да би сачували своју слободу и независност. Ту временом, од дијела Зете и Херцеговине светог Саве, настаје Црна Гора и локални црногорски идентитет. Он је имао, а преко Срба у Црној Гори и данас има, српски народни карактер. Црногорци су се сматрали јединим преживјелим дијелом српског царства, па је ту настала изрека да је Црна Гора посљедња искра српске слободе. Слободарска идеја Срба се огледа и у традиоционалној народној изреци-покличу: За крст часни и слободу златну.

## Нека свједочанства о Црној Гори као посљедњој искри српске слободе

### 18. вијек
Митрополит скендеријско-приморски Данило Петровић је у прољеће 1712. године, пред напад Ахмет паше на Црну Гору, црногорским главарима на великој скупштини на Цетињу, између осталога рекао: Чули сте да се варвар азијатски кренуо да и ову последњу искру наше слободе угаси! Недајте се Црногорци!... Напријед јунаци за крст часни и слободу златну. Исте године, у писму кучком војводи Петру Иликову Дрекаловићу, од 30. августа 1712., митрополит Данило је запиписао: ... Поздравите све кучке витезове, као вазда слободне и своје господаре, који су умјели чувати своју србску слободу...
Петар I Петровић Његош 1796. године пише (Проглас Петра Првог и црногорских главара) народу да је Црна Гора искра славеносербске волности коју Махмут-паша Бушатлија жели да угаси. 

### 19. вијек
Петар I Петровић Његош и Милош Обреновић су се дописивали. У једном од писама кнезу Милошу, митрополит цетињски Петар I му је у одговору, између осталога, написао своје виђење тадашње Црне Горе: ... Но ево, љубазни Књаже, моје тешке жалости, што ја са сузама видим, да је овај биједни народ принуђен од глади и ћескоте расијати се, и да се ова мала искра славеносрпска слободна угасити хоће, која је од давних времена у овим горама сунаставоваше.
Петар II Петровић Његош је по свједочанству Љубомира Ненадовића (књига Писма из Италије, први пут објављена 1881.) у Напуљу (у марту 1851. године), једне вечери говорио о Црној Гори, окупљеним житељима Напуља и једном Ротшилду. Између осталога је рекао: Црна Гора је град, у коме је опсједнута посљедња искра српске независности. Црна Гора је кремен, који на сваки удар огањ даје.
Миховил Павлиновић је у Подгори 1865. године написао текст Из повјести Црногорске Арбанаске који је објављен 1866. године у црногорском годишњаку Орлић. У тексту пише да се Иван-бег, син Стефанов са Жабљака склонио на Цетиње, да храни (чува) заставу србске слободе. 
Глас Црногорца је 1896. године, поводом 200 година династије Петровића објавио проглас Одбора за прославу тог јубилеја, у коме, поред осталога, пише: Тешки су настали дани за српски народ послије пропасти српске државе на Косову. Истина, поједини дијелови још неко вријеме животарили су, полагано издишући, али се најпослије и потоња искра слободе и независности умало није угасила... Још један мали ударац, и потоња искра српске слободе и независности угаси се!... Појави се Данило Петровић Његош, и Србин поново оживље... 
Гргур Јакшић је пишући о многобројним потурицама на Цетињу, у селу Дубовцу на путу из Бајица у Његуше, у Ћеклићима, Озринићима, Цуцама... написао: ...они су у свакој прилици служили као мост за пренос турскога уплива у ову, једину искру, већ погашеног огња српске слободе!
Митрополит Црне Горе, Брда и Приморја Митрофан Бан је након освећења цркве Светог Василија Острошког у Никшићу, 1900. године рекао: Славни господар Зете, данашње Црне Горе, Иван Црнојевић... потиснут од клетог непријатеља, са једном шаком јадне измучене србадије црногорске, уклони се у ове наше тврде планине, да у њима чува потоњу искру српске слободе. 
Учитељ Арсо Минић је у писму из Колашина, од 23. септембра 1900. године, у контексту писања о 22 године од ослобођења тога мјеста од Турака, записао да су ту падали српски мученици за крст часни и слободу златну и да је то за њих трајна успомена. Црна Гора му је једина искра српске слободе, на коју су сви Срби гледали као на своју избавитељку. 
Лазар Томановић је у једној пригодној бесједи истакао да су сви црногорски владари - од посљедњег Црнојевића до свјетовних господара из породице Петровић-Његош, чували у Црној Гори посљедњу искру српске слободе.  Он је и у свом дјелу Г. Руварац и Монтенегрина записао: Мени се чини, да су у оно доба, кад је између бијеснијех вијорова цкимела посљедња искра српске слободе под Орловијем Кршом, да савремени писац није могао јаче посвједочити онда постојећу независност Црне Горе... сачували поседњу искру слободе древнаја сербска царства... 

### 20. вијек
Глас Црногорца је поводом смрти цуцког војводе Милоша Кривокапића, 1907. године објавио похвални текст о покојнику, у којем је између осталога наведено: ...војвода се Милош из младих година дао на изучавање оне сурове четничке школе, која је у његовој отаџбини осигуравала опстанак, која је његову отаџбину и стављала као жижу, као кулу свјетиљку унакрст раскомаданог Српства... 
Марко Ђукановић, дјед-стриц Мила Ђукановића је приликом проглашења Црне Горе за краљевину 1910. године, у својству предсједника Скупштине, одржао говор на отварању сједнице Народне Скупштине Црне Горе, у којем је између осталога рекао: ...зна се, пошто је српско пропануло царство, да се Зетски господар Иван Црнојевић није покорио злој судбини осталога српскога народа, него се склонио у ове зетске планине, и тако основао Црну Гору, која је вјековима водила јуначку борбу, да сачува ову пошљедњу стопу српске земље, и зна се, да је на њој сачувала до наших дана пошљедњу искру српске слободе и независности. 
Крсто Поповић је 1919. године у писму објављеном у гласилу црногорске владе у изгнанству, Гласу Црногорца, истакао важност Црне Горе у Српству написавши да је: Црна Гора она земља ђе се чувала и сачувала искра слободе Србинове 
Никола Петановић је у Америци, као ватрени присталица обнове црногорске независности, написао: Војска на Грахову је била обесхрабрена црногорском одбраном Ловћена, гдје је 500 година чуван барјак, симбол слободе Срба.
Јоаникије Липовац, митрополит црногорско-приморски је пред погубљење од комуниста, 15. јуна 1945. године, рекао мајору ОЗНЕ Радојици Раки Ивановићу да зна да одатле неће жив изаћи и видјети своје најближе и Црну Гору, Српску Спарту, зрно слободе.

### 21. вијек
у 21. вијеку у народу изостаје ова традиционална изрека, јер се понављање ове традиције, да је Црна Гора српска држава и држава српског народа, у данашњој Црој Гори кажњава разним санкцијама. Тако је ученик 7. разреда из Подгорице, 2016. године добио јединицу из историје, када је рекао да је Црна Гора српска држава.  Учитељица из Бара је 2020. године добила условни отказ јер је задала ученицима да сликају тробојку,  која је укидана у вријеме аустријске и италијанске окупације.   Наставница физичког из подгоричке Основне школе „Сутјеска“ 2020. године добила је отказ, јер је ђацима на часу рекла да су Црногорци заправо Срби. 